# Itautec
A Itautec foi uma empresa brasileira fabricante de equipamentos de TI, automação comercial e automação bancária. Atualmente, é uma divisão do Grupo Itaúsa para relacionamento com investidores.
Possuiu subsidiárias em cinco países: Argentina, Espanha, Estados Unidos, México e Portugal. Pertencia ao Grupo Itaúsa e atuava no Brasil desde 1979, encerrando suas atividades com este nome em 30 de agosto de 2013 quando seu capital passou a pertencer uma nova empresa, a OKI Brasil, que por sua vez é controlada pela Oki Eletric e pelo Grupo Itaúsa.

## História
Fundada em 1979, a Itautec iniciou suas atividades na Avenida do Estado, em São Paulo, como uma empresa de tecnologia oriunda de um departamento do Banco Itaú. Era uma empresa 100% nacional especializada no desenvolvimento de produtos e soluções, chegando a possuir a décima maior base instalada de máquinas de autoatendimento (caixa eletrônico) no mundo e a segunda na América Latina, de acordo com o Retail Banking Research, e, a maior rede própria de assistência técnica em informática no Brasil.

### Aquisição e venda da Philco
Em 1989 a Itautec adquiriu da Ford o controle da Philco no Brasil. Sua fábrica de eletroeletrônicos era localizada na Avenida Javari, Distrito Industrial de Manaus. Em 2005, a marca Philco e a unidades relacionadas à marca foram vendidos para a Gradiente.

### Mercados
Atuou nos mercados corporativo e doméstico, por meio das seguintes áreas de negócios:
Automações: Produtos de automação bancária e comercial, no Brasil e no exterior, e os serviços de outsourcing, assistência técnica, infraestrutura e instalações;
Informática: Microcomputadores, notebooks, servidores e supercomputadores, comercializados com a marca Itautec;

### Operações

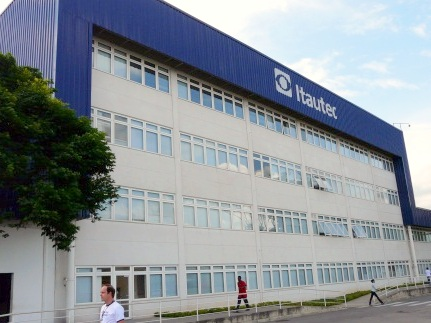
Fábrica da Itautec em Jundiaí, em 2010.

Possuía sede em São Paulo e unidade fabril em Jundiaí, ambos municípios do estado de São Paulo. A Itautec chegou a operar com 33 unidades de serviços e 10 laboratórios de suporte no restante do Brasil, onde trabalhavam mais de 6 mil colaboradores, além de 160 no exterior. A rede atendia 3.700 cidades no país.
Atuou de forma consistente no exterior, com cinco filiais: Portugal, Espanha, México, Argentina e Estados Unidos. Foi a única empresa brasileira entre as 25 maiores provedoras de serviços de tecnologia para o mercado financeiro do mundo, ranking FinTech 100, do instituto IDC Financial Insights, ocupando o 23° lugar na lista geral. Em 2010, foi apontada pelo World Finance Technology Institute como a melhor fornecedora de tecnologia para o setor financeiro da América Latina.

## Histórico ano-a-ano
1979 – Criada no Brasil a Itaú Tecnologia S.A.
1980 – 1ª Agência on-line com GRI (Gerenciador de Redes Itautec) e Banktec Mainframe.
1981 – Inaugurado a Agência Central do Banco Itaú com o sistema da Automação desenvolvido pela Itautec.
1982 – Banco do Brasil instala GRI e Banktec. A Itautec lança seu primeiro micro
1983 – Itautec automatiza o Citibank
1984 – A Itautec lança a linha ATM geração I no Brasil
1985 – Lançado o micro PC/XT
1986 – A Itautec instala a 1ª ATM Compacta Saque
1988 – Itautec desenvolve a conexão do GRI com o CICS que possibilita a integração da rede do Banco Itaú com a rede Credicard
1989 – Lançado o GRIP (Gerenciamento de Redes Itautec para PC)
1989 – Adquiriu da Ford o controle da Philco no Brasil
1990 – Lançado o 1º Notebook IS 386 Note
1992 – Firmada a parceria com a Intel para a produção e distribuição de servidores no Brasil
1993 - Primeira fabricante no Brasil à vender PCs com Windows 3.1 pré-instalado e localizado para português.
1994 – Se une à Philco, criando assim a Empresa Itautec Philco S.A.
1995 – Instalada a 1ª versão internacional do Banktec Multicanal no Banco Itaú Argentina.
1996 – ATM com dispensador de cheque de folha avulsa
1998 – Licitação de 10.000 ATMs do Banco do Brasil e todos instalados em 120 dias, essa foi a maior venda de ATM num único contrato
1999 – Posiciona-se como provedor de serviços e aplicações corporativas, passando a oferecer o desenvolvimento de sites bem hospedagem de sites e manutenção.
2000 – Instalado o AutoManager no Banco Itaú Argentina
2001 – Exportada as primeiras ATM para Estados Unidos/Europa e primeira participação em feiras internacionais com stand próprio.
2002 – A Itautec adquire tecnologia dos dispensadores NMD da DelaRue e foi instalada a 1.ª agência WEB no Banco Itaú de Buenos Aires.
2005 - A Itautec vende a sua controlada Philco para a Gradiente
2007 - A Itautec se consolida com uma grande empresa prestadora de serviço e equipamentos na América e Europa.
2008 - A Itautec mantém suas operações internacionais em franco crescimento e dá continuidade à expansão na área de serviços. A empresa encerra o ano com 5714 funcionários diretos.
2009 - A Itautec comemora seus 30 anos consolidando sua posição no mercado internacional, ao mesmo tempo em que expande sua operação de automação bancária e de serviços no mercado brasileiro. Com a décima maior base instalada de ATMs em operação em todo o mundo, a Itautec figurou novamente como a empresa brasileira melhor posicionada na sexta edição do ranking FinTech 100, que lista as cem maiores provedoras de serviços de tecnologia para o mercado financeiro do mundo, ocupando a 24a posição. A próxima empresa brasileira ocupa apenas a 33a colocação. O levantamento foi feito pela IDC Financial Insights e pela publicação "Bank Technology News".
2010 - A Itautec recebeu diversos prêmios e reconhecimentos listados abaixo:
World Finance – Melhor empresa de tecnologia para o setor financeiro na América Latina, segundo o World Finance Institute e a revista World Finance.
FinTech 100 – Ocupa a 23º posição no ranking Fintech 100 dos maiores fornecedores globais de tecnologia para o setor financeiro (24a em 2009). É a brasileira melhor colocada por dois anos consecutivos no levantamento da IDC Financial Insights e da revista American Banker.
Relatório Bancário 2010 – Prêmio na categoria 'Projeto mais inovador' com o projeto de "Implantação de infra-estrutura de agências do Banco Itaú para o padrão 2010 das agências"
PTC Metrics Competition - premiada pela produtora de software PTC, por 3 anos consecutivos na categoria Eletromecânico/Bens de Consumo com o Mecanismo Módulo Depositário.
IDEA Brasil 2010 - prêmio de design nas categorias prata para o SelfCheckout e bronze para o Prizis Kiosk. Feito pela Objeto Brasil, é a versão local do International Design Excellence Awards.
GRI Reader’s Choice Awards 2010 – destaca o Relatório Anual e de Sustentabilidade de 2008 entre os quatro finalistas do setor de tecnologia, promovido pela Global Reporting Iniciative (GRI).
Excelência em P&D Anuário Informática Hoje - para o projeto “Self-Chekout PayTower”, O premio considera os projetos apresentados pelas empresas inscritas no Prêmio Excelência em P&D, financiados com apoio da Lei de Informática.
Pesquisa Info de Marcas – Itautec foi a melhor avaliada em Automação Bancária e Comercial, edição de abril/2010 da Info Exame, dentre 14 empresas na percepção dos clientes corporativos.
CW 300 – A Itautec foi a Empresa Destaque em Hardware de TI – Automação Bancária e Comercial do CW 300, ranking da revista Computerworld (300 maiores empresas de TIC do Brasil).
As Melhores da Dinheiro 2010 - A Itautec foi a 1ª em Responsabilidade Social no setor eletroeletrônico no ranking promovido pela revista Isto É Dinheiro.
Optimus Innovation Awards 2010 – menção honrosa na categoria de Inovação e Pioneirismo para a Itautec Portugal. O Innovation Awards é uma iniciativa da Accenture com patrocínio da Optimus.
IDEC – Melhor empresa dentre 13 fabricantes de notebooks pesquisadas, única com classificação “bom” na avaliação do IDEC sobre logística reversa.
Retail Banking Research - reconheceu a Itautec por possuir a 10° maior base instalada de equipamentos de automação (ATMs) em todo mundo e a segunda na América Latina.
Prêmio Abrasca Relatório Anual – sétimo lugar, com pontuação de 92,67 pontos, no prêmio que julga a qualidade e a importância da transparência clareza e objetividade na divulgação de informações institucionais das empresas aos seus stakeholders.
2011 - A empresa foi a única brasileira listada entre os 30 maiores provedores de serviços de tecnologia para o mercado financeiro do mundo pelo ranking FinTech 100, do instituto IDC Financial Insights, ocupando o 29° lugar na lista geral em 2011.
World Finance - Recebeu os prêmios World Finance Technology como o melhor fornecedor de soluções de segurança, melhor fornecedor de soluções para agências e ainda melhor fornecedor de soluções para bancos de varejo na América Latina neste ano.
2013 - Em abril, Mário Anseloni deixa a presidência e o conselho da Itautec. Assume Henri Penchas. Logo em seguida é anunciada pela sua controladora Itaúsa a venda de 70% do seu capital para a japonesa Oki Electric Industry. A divisão de computação foi encerrada e a divisão de automações e serviços passará a se chamar BR Automação.
2014 - A Oki Eletronic retira a marca Itautec do mercado, substituindo-a por OKI Brasil.

### Supercomputadores
- Grifo04 (Petrobras)[8]
- Grifo06 (Petrobras)[9]